# Triftbach (Mattervispa)
Der Triftbach ist ein sechs Kilometer langer Wildbach im Gebirge der Gemeinde Zermatt im  Schweizer Kanton Wallis. Er entsteht als Gletscherbach im hochalpinen Gebiet unter dem Triftgletscher und mündet in Zermatt in die Mattervispa. Er ist ein Gewässer im Einzugsgebiet der Rhone.

## Verlauf
Der Wildbach ist ein steiles hochalpines Gewässer und überwindet auf der Strecke von rund sechs Kilometern eine Höhe von mehr als 1500 Metern. Er entsteht aus mehreren Schmelzwasserbächen an der breit zerfransten Zunge des Triftgletschers, der in einer weiten Mulde zwischen dem Zinalrothorn (4221 m), der Pointe du Mountet (3877 m), dem Trifthorn (3728 m) und der Wellenkuppe (3898 m) liegt. Im ganzen Hochtal des Triftbachs sind an den hohen Bergflanken neben dem Triftgletscher auch noch der Gabelhorngletscher und der Rothorngletscher vorhanden, deren Schmelzwässer weitere Zuflüsse des Triftbachs speisen. Insgesamt war zu Beginn des 21. Jahrhunderts noch fast ein Drittel von dessen Einzugsgebiet vergletschert.
Die verschiedenen kurzen Bergbäche sammeln sich unterhalb der Höhenstufe der Gletscher, Moränen und Geröllhalden im Gebiet der Alpweiden des Vielibodens und der Triftflue. Dort befindet sich neben dem Triftbach auf 2337 m das Berggasthaus Trift. Von dieser Stelle an fliesst der Triftbach durch ein enges Tal gegen Südosten und im untersten Abschnitt durch eine Schlucht, die er oberhalb der Feriensiedlung Zermatt wieder verlässt. Das alte Dorfzentrum liegt in der Nähe des Baches, der unter der Pfarrkirche von Zermatt, neben der Triftbachstrasse, auf 1600 m in die Mattervispa mündet.
Der Triftbach führt nach Unwettern manchmal Hochwasser, so wie im Juli 2019 nach dem Ausbruch eines Gletschersees oder im Juni 2024 nach einem schweren Unwetter, und überschwemmt gelegentlich einen Teil der Siedlung von Zermatt.